# Vierschanzentournee 2002/03
Die 51. Vierschanzentournee 2002/03 war Teil des Skisprung-Weltcups 2002/03. Das Springen in Oberstdorf fand am 29. Dezember statt, am 1. Januar das Springen in Garmisch-Partenkirchen und am 4. Januar das Springen in Innsbruck. Die Veranstaltung in Bischofshofen schließlich fand am 6. Januar statt.

## Teilnehmer
| Nation             | Athleten |
| ------------------ | --- |
| Deutschland        | Roland Audenrieth, Ferdinand Bader, Kai Bracht, Christof Duffner, Dirk Else, Sven Hannawald, Alexander Herr, Stephan Hocke, Daniel Klausmann, Frank Ludwig, Maximilian Mechler, Michael Möllinger, Michael Neumayer, Frank Reichel, Jörg Ritzerfeld, Stefan Pieper, Martin Schmitt, Georg Späth, Michael Uhrmann                                                        |
| Österreich         | Stefan Becker, Markus Eigentler, Manuel Fettner, Andreas Goldberger, Mathias Hafele, Martin Höllwarth, Bastian Kaltenböck, Stefan Kaiser, Martin Koch, Andreas Kofler, Florian Liegl, Wolfgang Loitzl, Bernhard Metzler, Thomas Morgenstern, Christian Nagiller, Michael Nagiller, Balthasar Schneider, Reinhard Schwarzenberger, Stefan Thurnbichler, Andreas Widhölzl |
| Bulgarien          | Georgi Scharkow |
| Estland            | Jaan Juris, Jens Salumae |
| Finnland           | Janne Ahonen, Risto Jussilainen, Jussi Hautamäki, Matti Hautamäki, Tami Kiuru, Akseli Kokkonen, Arttu Lappi, Veli-Matti Lindström |
| Frankreich         | Nicolas Dessum, Emmanuel Chedal, Maxime Remy |
| Italien            | Giancarlo Adami, Alessio Bolognani, Roberto Cecon |
| Japan              | Kazuyoshi Funaki, Noriaki Kasai, Hideharu Miyahira, Hiroki Yamada, Kazuya Yoshioka |
| Kasachstan         | Stanislaw Filimonow, Pawel Gaiduk, Maxim Polunin |
| Niederlande        | Ingemar Mayr |
| Norwegen           | Anders Bardal, Lars Bystøl, Kim-Roar Hansen, Tommy Ingebrigtsen, Roar Ljøkelsøy, Sigurd Pettersen, Bjørn Einar Romøren, Henning Stensrud |
| Polen              | Marcin Bachleda, Adam Małysz, Tomasz Pochwała, Tomisław Tajner |
| Russland           | Ildar Fatkullin, Waleri Kobelew, Ilja Rosljakow, Alexei Silajew |
| Schweden           | Isak Grimholm, Kristoffer Jaafs |
| Schweiz            | Simon Ammann, Sylvain Freiholz, Andreas Küttel, Marco Steinauer |
| Slowakei           | Martin Mesík, Dušan Oršula |
| Slowenien          | Rok Benkovič, Damjan Fras, Robert Kranjec, Igor Medved, Primož Peterka, Peter Žonta |
| Südkorea           | Choi Heung-chul, Choi Seou, Kim Hyun-ki, Kang Chil-gu |
| Tschechien         | Lukáš Hlava, Jakub Janda, Jan Matura |
| Vereinigte Staaten | Alan Alborn, Clint Jones, Tommy Schwall |

## Oberstdorf

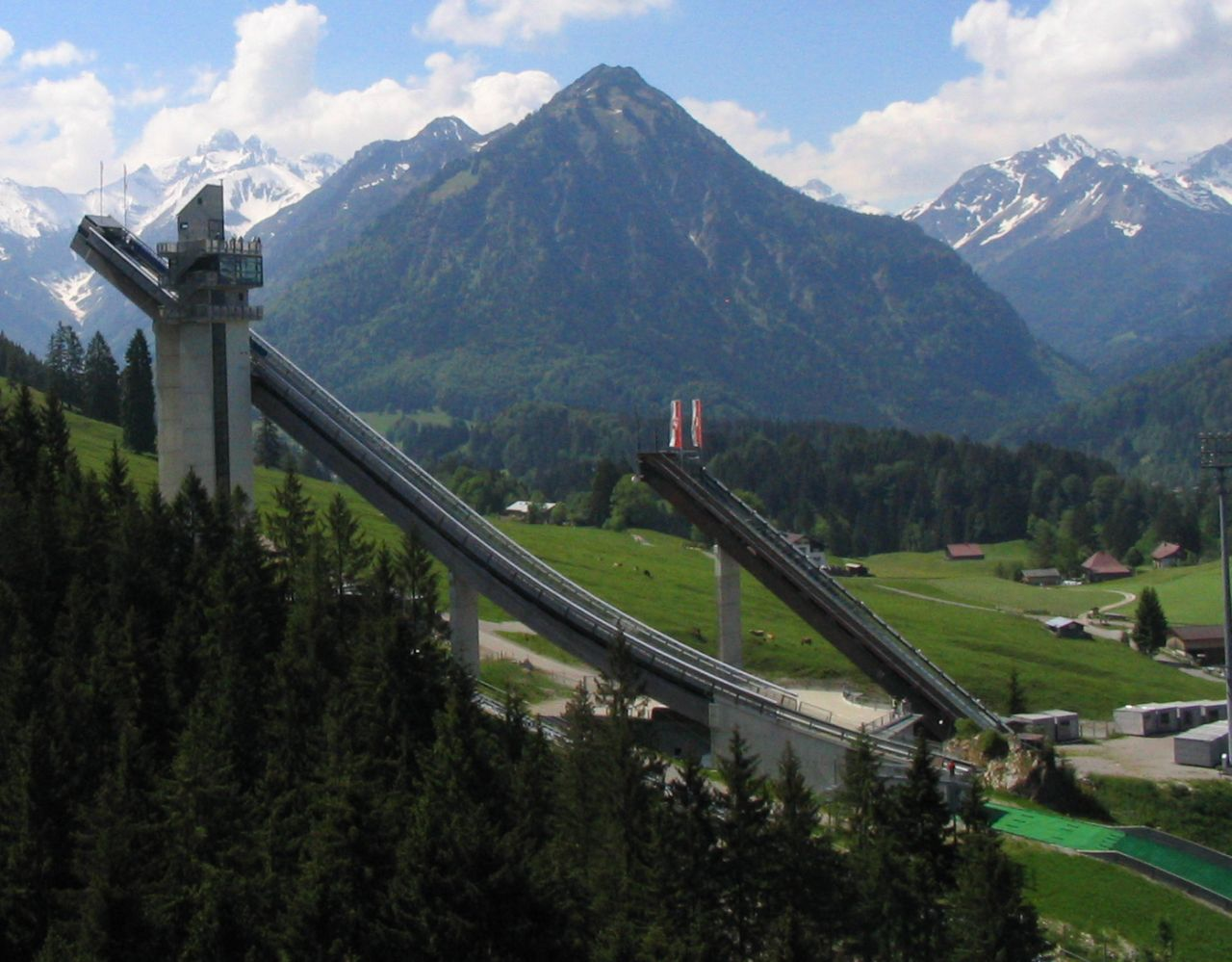
Die Schanze in Oberstdorf

- Datum: 29. Dezember 2002
- Land:  Deutschland
- Schanze: Schattenbergschanze

| Pos. | Springer             | Land        | Punkte |
| ---- | -------------------- | ----------- | ------ |
| 1    | Sven Hannawald       | Deutschland | 263,1  |
| 2    | Martin Höllwarth     | Österreich  | 257,7  |
| 3    | Janne Ahonen         | Finnland    | 257,5  |
| 4    | Martin Schmitt       | Deutschland | 252,5  |
| 5    | Andreas Kofler       | Österreich  | 245,1  |
| 6    | Roar Ljøkelsøy       | Norwegen    | 243,6  |
| 7    | Primož Peterka       | Slowenien   | 239,7  |
| 8    | Peter Žonta          | Slowenien   | 239,0  |
| 9    | Thomas Morgenstern   | Österreich  | 237,4  |
| 10   | Florian Liegl        | Österreich  | 236,8  |
| 11   | Veli-Matti Lindström | Finnland    | 235,8  |
| 12   | Damjan Fras          | Slowenien   | 235,5  |
| 13   | Adam Małysz          | Polen       | 233,7  |
| 14   | Andreas Goldberger   | Österreich  | 231,7  |
| 15   | Michael Uhrmann      | Deutschland | 230,5  |

Quelle

## Garmisch-Partenkirchen

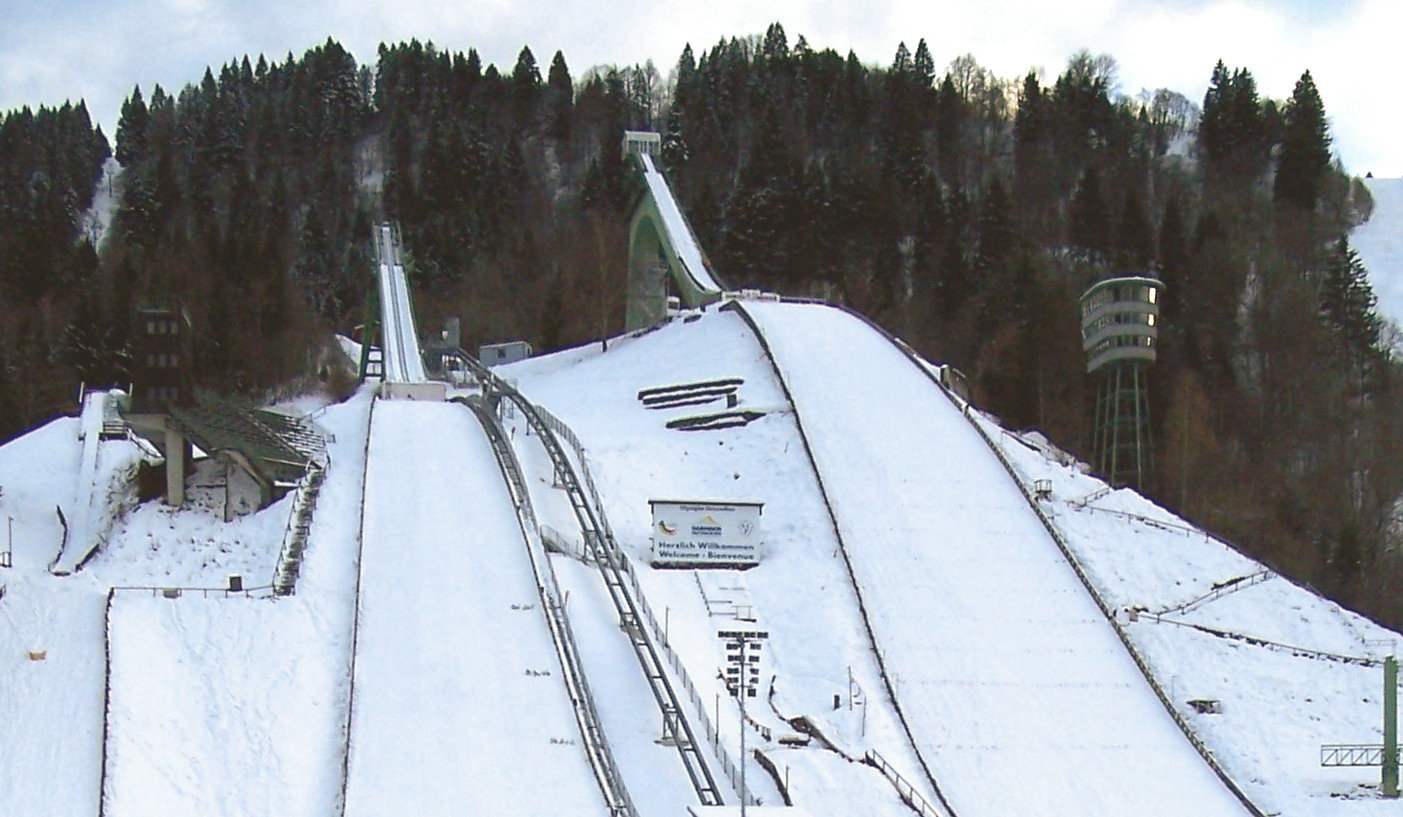
Die Schanze in Garmisch-Partenkirchen

- Datum: 1. Januar 2003
- Land:  Deutschland
- Schanze: Große Olympiaschanze

| Pos. | Springer             | Land        | Punkte |
| ---- | -------------------- | ----------- | ------ |
| 1    | Primož Peterka       | Slowenien   | 264,6  |
| 2    | Adam Małysz          | Polen       | 261,1  |
| 2    | Andreas Goldberger   | Österreich  | 261,1  |
| 4    | Roar Ljøkelsøy       | Norwegen    | 256,1  |
| 5    | Janne Ahonen         | Finnland    | 255,6  |
| 6    | Simon Ammann         | Schweiz     | 247,9  |
| 7    | Hideharu Miyahira    | Japan       | 245,9  |
| 8    | Andreas Kofler       | Österreich  | 245,5  |
| 9    | Andreas Widhölzl     | Österreich  | 239,8  |
| 10   | Martin Höllwarth     | Österreich  | 236,9  |
| 11   | Arttu Lappi          | Finnland    | 236,1  |
| 12   | Sven Hannawald       | Deutschland | 235,1  |
| 13   | Jakub Janda          | Tschechien  | 232,5  |
| 14   | Veli-Matti Lindström | Finnland    | 232,3  |
| 15   | Tami Kiuru           | Finnland    | 231,0  |

Quelle

## Innsbruck

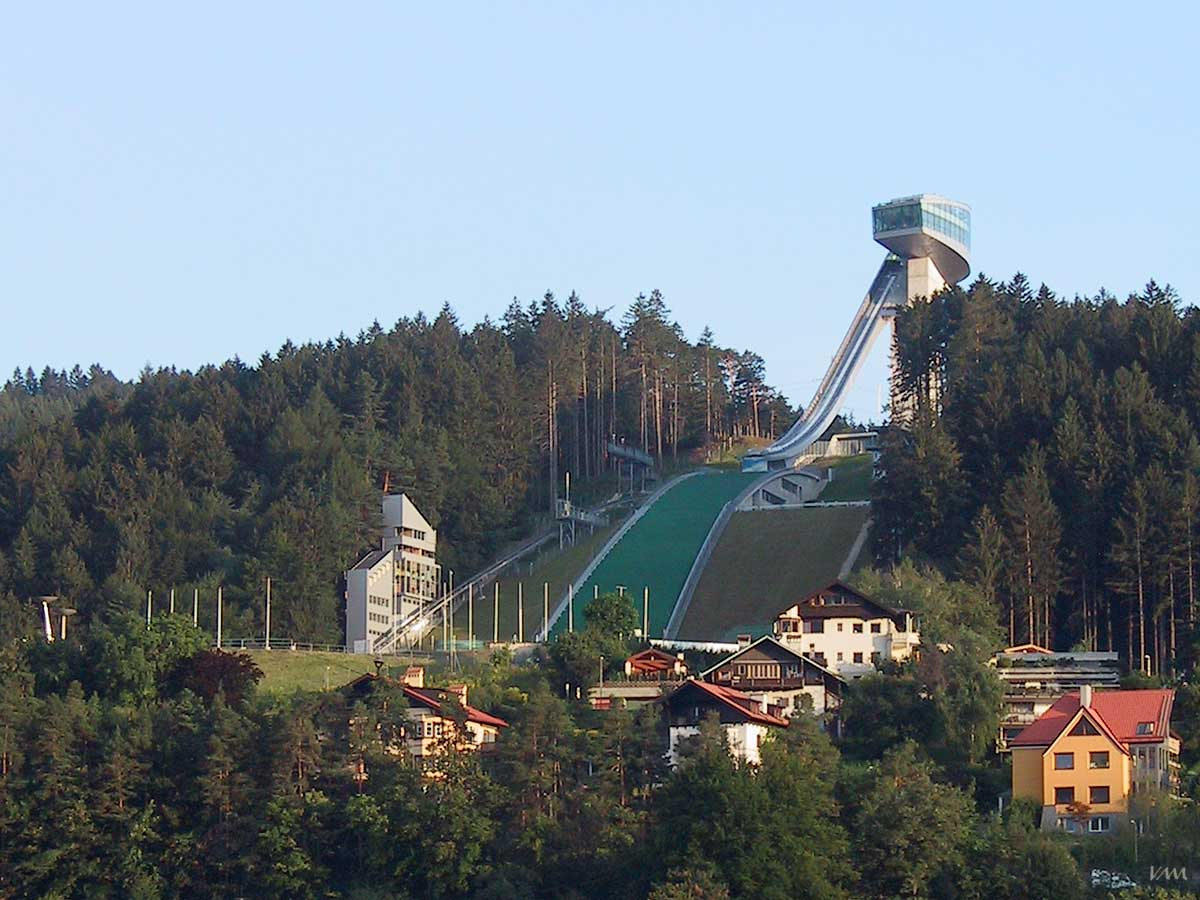
Die Schanze in Innsbruck

- Datum: 4. Januar 2003
- Land:  Österreich
- Schanze: Bergiselschanze

| Pos. | Springer            | Land        | Punkte |
| ---- | ------------------- | ----------- | ------ |
| 1    | Janne Ahonen        | Finnland    | 227,5  |
| 2    | Florian Liegl       | Österreich  | 218,7  |
| 3    | Martin Höllwarth    | Österreich  | 216,6  |
| 4    | Sven Hannawald      | Deutschland | 215,7  |
| 5    | Andreas Widhölzl    | Österreich  | 214,4  |
| 6    | Adam Małysz         | Polen       | 211,9  |
| 7    | Roar Ljøkelsøy      | Norwegen    | 210,6  |
| 8    | Andreas Goldberger  | Österreich  | 208,4  |
| 9    | Martin Schmitt      | Deutschland | 206,9  |
| 10   | Andreas Kofler      | Österreich  | 204,6  |
| 11   | Hideharu Miyahira   | Japan       | 204,5  |
| 12   | Thomas Morgenstern  | Österreich  | 202,9  |
| 13   | Noriaki Kasai       | Japan       | 202,8  |
| 14   | Balthasar Schneider | Österreich  | 200,2  |
| 15   | Primož Peterka      | Slowenien   | 198,1  |

Quelle

## Bischofshofen
- Datum: 6. Januar 2003
- Land:  Österreich
- Schanze: Paul-Außerleitner-Schanze

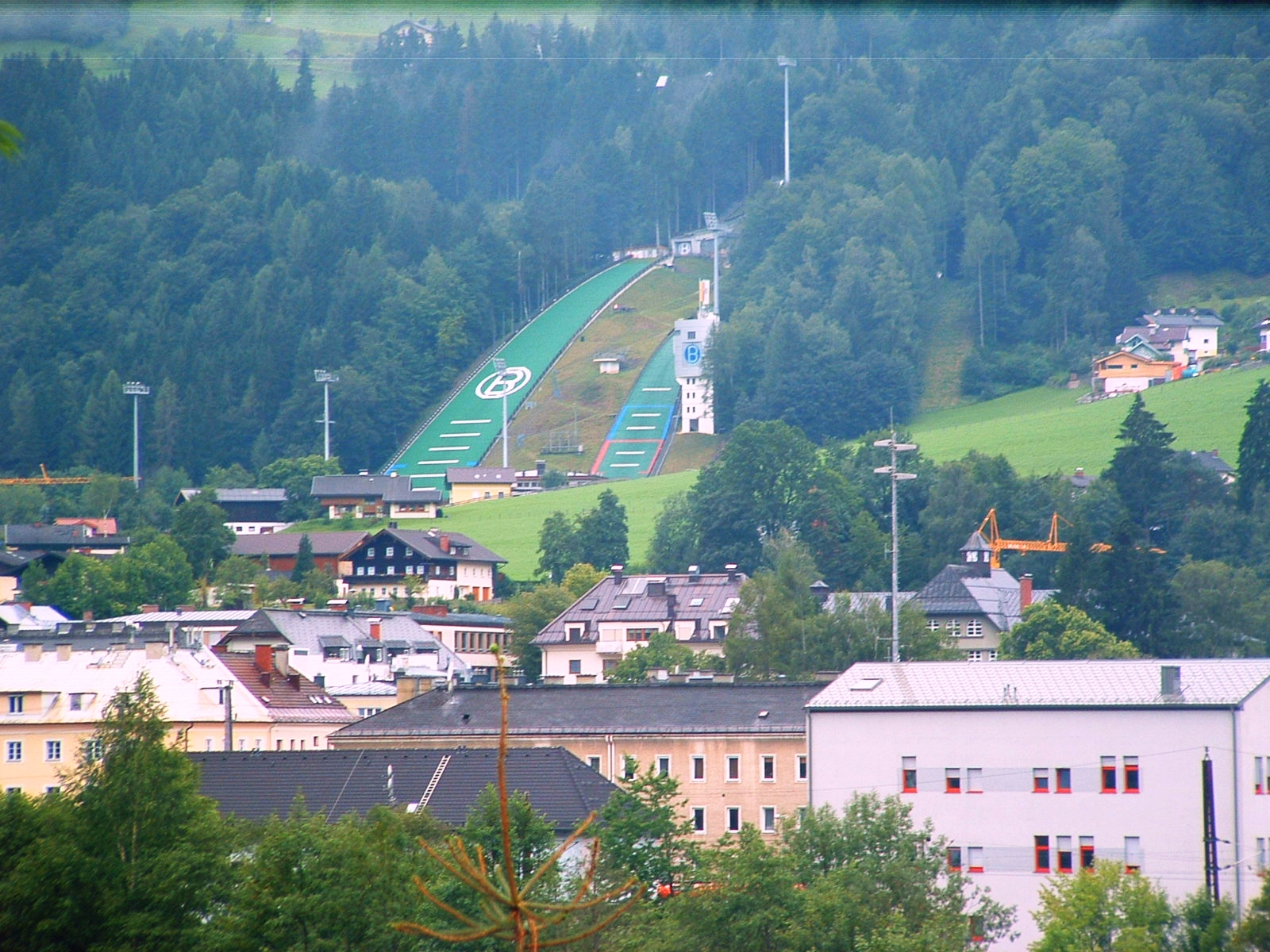
Die Schanze in Bischofshofen

| Pos. | Springer            | Land        | Punkte |
| ---- | ------------------- | ----------- | ------ |
| 1    | Bjørn Einar Romøren | Norwegen    | 263,1  |
| 2    | Sven Hannawald      | Deutschland | 262,4  |
| 2    | Andreas Kofler      | Österreich  | 262,4  |
| 4    | Janne Ahonen        | Finnland    | 259,3  |
| 5    | Sigurd Pettersen    | Norwegen    | 257,0  |
| 6    | Thomas Morgenstern  | Österreich  | 255,5  |
| 7    | Adam Małysz         | Polen       | 253,0  |
| 8    | Primož Peterka      | Slowenien   | 252,3  |
| 9    | Florian Liegl       | Österreich  | 250,5  |
| 10   | Roberto Cecon       | Italien     | 248,1  |
| 11   | Peter Žonta         | Slowenien   | 246,3  |
| 12   | Georg Späth         | Deutschland | 244,5  |
| 13   | Matti Hautamäki     | Finnland    | 244,2  |
| 14   | Andreas Widhölzl    | Österreich  | 240,5  |
| 15   | Roar Ljøkelsøy      | Norwegen    | 239,0  |

Quelle

## Gesamtstand
| Pos. | Springer             | Land        | Punkte |
| ---- | -------------------- | ----------- | ------ |
| 1    | Janne Ahonen         | Finnland    | 999,9  |
| 2    | Sven Hannawald       | Deutschland | 976,3  |
| 3    | Adam Małysz          | Polen       | 959,7  |
| 4    | Andreas Kofler       | Österreich  | 957,6  |
| 5    | Primož Peterka       | Slowenien   | 954,7  |
| 6    | Roar Ljøkelsøy       | Norwegen    | 949,3  |
| 7    | Martin Höllwarth     | Österreich  | 945,6  |
| 8    | Florian Liegl        | Österreich  | 934,2  |
| 9    | Andreas Goldberger   | Österreich  | 923,0  |
| 10   | Thomas Morgenstern   | Österreich  | 912,8  |
| 11   | Hideharu Miyahira    | Japan       | 908,9  |
| 12   | Andreas Widhölzl     | Österreich  | 893,9  |
| 13   | Sigurd Pettersen     | Norwegen    | 890,6  |
| 14   | Georg Späth          | Deutschland | 870,8  |
| 15   | Veli-Matti Lindström | Finnland    | 868,7  |